# Drakeia
Drakeia (Grieks: Δράκεια) is een dorp in Magnesia, Thessalië, Griekenland. Het dorp ligt in de gemeente Volos. Volgens de telling van 2011 heeft Drakeia 381 inwoners. Het is gebouwd op een hoogte van 500 meter, op de hellingen van Pilion, 17 km ten oosten van Volos. Het staat te boek als een traditioneel dorp. Drakeia omvat de nederzetting Chania.

## Etymologie
Er is geen zekerheid over de herkomst van de naam van het dorp. Sommigen menen dat de naam is ontleend aan de eerste inwoner, 'Drakos'. Anderen denken dat de naam van Slavische oorsprong is.

## Geschiedenis
Het dorp werd gesticht in de 15e eeuw of 16e eeuw. De meeste families kwamen uit Epirus. De oudste vermelding van de nederzetting dateert uit de 16e eeuw. In 1614 woonden er 147 families in het dorp. De inwoners van het dorp leefden van de teelt van olijven, appels, hout, en later, aan het begin van de 18e eeuw van de handel en het vervaardigen van zijde.
Drakeia wordt in 1791 beschreven als een groot dorp met ongeveer 600 mooie en grote huizen, omgeven door fruitbomen. In 1860 had het ongeveer 2.500 inwoners en was het het op drie na grootste dorp in de prefectuur qua bevolking, na Almyros, Makrinitsa en Zagora. De bevolkinsgrootte was in 1882 gestegen tot 2.637 inwoners. In 1901 was er een basisschool met drie klassen. 
Op 18 december 1943, tijdens de Tweede Wereldoorlog, gingen soldaten van de SS over tot de massa-executie van 118 mannen uit het dorp. Van de 350 woningen werden er 58 vernietigd. Deze operatie was onderdeel van de nazi-vergelding voor de activitetiten van de Griekse guerrilla's. In 1955 werden de herenhuizen van het dorp verwoest door aardbevingen.

## Inwoners
| Jaar | Inwoners |
| ---- | -------- |
| 1981 | 725      |
| 1991 | 644      |
| 2001 | 575      |
| 2011 | 381      |